# Wisques
Wisques är en kommun i departementet Pas-de-Calais i regionen Hauts-de-France i norra Frankrike. Kommunen ligger i kantonen Lumbres som tillhör arrondissementet Saint-Omer. År 2022 hade Wisques 223 invånare.

## Befolkningsutveckling
Antalet invånare i kommunen Wisques
| Referens: INSEE |